# Scale AI
Scale AI est une entreprise américaine qui fournit des données aux entreprises spécialisées dans l'intelligence artificielle, et vérifie les réponses des modèles manuellement, via des milliers de prestataires dans les pays en développement.
Scale a été fondée en 2016 par Alexandr Wang (en) et Lucy Guo, en liaison avec Y Combinator.
En juin 2025, Meta annonce prendre une participation de 49 % dans Scale AI pour 14,3 millards de dollars.

## Référence
1. ↑  « https://www.nasdaqprivatemarket.com/company/scale-ai/ »
2. ↑  « https://scale.com/about »
3. ↑  (en) Hortense Goulard, « Qui est Alexandr Wang, le surdoué de Scale AI milliardaire à 24 ans ? » , sur Les Echos, 14 février 2025
4. ↑  (en) Alexandra Tremayne-Pengelly, « Scale AI’s 28-Year-Old Billionaire CEO Warns About This Scarily Good Chinese Startup », Observer,‎ 25 janvier 2025 (lire en ligne).
5. ↑  (en) Krystal Hu, Rishabh Jaiswal et Kenrick Cai, « Meta poaches 28-year-old Scale AI CEO after taking multibillion dollar stake in startup » , sur Reuters, 13 juin 2025